# Lucian Valea
Lucian Valea (n. 4 martie 1924, com. Șanț, satul Valea Mare, jud. Bistrița-Năsăud – d. 4 aprilie 1992, Bistrița) - pseudonimul lui Alexandru Astălușiu, a fost un poet, prozator, eseist și istoric literar român.

## Biografie
Poetul Lucian Valea s-a născut în 4 martie 1924, în comuna Șanț (satul Valea Mare), județul Bistrița-Năsăud. A urmat școala primară în Sângeorz-Băi (1931-1935), iar studiile liceale la Bistrița (1935-1938), Cluj (1938-1940) și Brașov (1940-1943). A absolvit Facultatea de Litere și Filosofie a Universității din București (1945-1949). A fost un apropiat cercurilor de poeți din jurul Albatrosului și  celor de la Criterion. Lucian Valea a scris o carte dedicată scriitorilor din acea perioadă, „Generația amânată”, carte care a putut fi publicată abia în 1990. Din motive politice (în 1945 s-a înscris în rândurile tineretului Partidului Național Țărănesc), a fost arestat, în 1950, și condamnat la muncă silnică pe viață, însă a executat doar 5 ani, pe șantierul-penitenciar Onești Baraj. 
Înainte de arestare a fost redactor la Gazeta Transilvaniei (1942-1944), profesor la Năsăud. După eliberare, a lucrat prin diferite orașe ca muncitor necalificat, profesor secundar, lector universitar, secretar al Filialei artiștilor plastici din Timișoara (1955-1956), tot aici, metodist și profesor, muzeograf, director al Casei Județene a Creației Populare din Botoșani și director al Școlii Populare de Artă.Între anii 1963 și 1966 a fost trimis disciplinar, cu domiciliul forțat la Dărăbani.  Aici, reușește să creeze o atmosferă culturală și, mai ales, literară, nemaiîntâlnite până atunci. Adună în jurul său mulți tineri cu veleități literare și scot revista culturală Hyperion (1968), distinsă cu locul 3 în țară la concursul revistelor școlare de profil. 
„Darabaniul reprezintă pentru mine o etapă care într-un fel a însemnat – și vorbele nu sunt spuse prisos – adevărata mea renaștere. În Darabani pot spune că m-am reîntâlnit cu mine însumi după  o peregrinare fără sorți de izbândă. Mă întorc la Darabani cu gândul de a mă întâlni cu generația voastră, de a mă întâlni cu foștii mei elevi care mai sunt ici și colo, mă întorc cu bucuria de a mă întâlni cu foștii mei colegi de liceu, profesorii cu care am slujit împreună învățământul, cu bucuria de a-mi regăsi o parte din esență și, de ce nu, mă întorc pentru a găsi tocmai acel moment fundamental care a însemnat pentru mine categorica mea întoarcere la poezie. Pentru că aici, la Darabani, am scris aproape în întregime Don Quijote, care a însemnat revenirea mea în actualitatea literară din punct de vedere editorial.”—Lucian Valea, Interviu acordat lui Victor Teișanu, 1970

## Activitatea culturală
La Botoșani, a organizat colocviile „Ion Pillat” și  a fondat „Caiete botoșănene” în 1983, publicație apărută inițial în cadrul revistei Ateneu (Bacău). Poet și eseist, a publicat poezie și eseu în importante reviste literare: „România literară”, „Convorbiri literare”, „Iașul literar”, „Luceafărul”, „Steaua”, „Viața românească”, „Revista Fundațiilor Regale” și altele. Debutul său literar s-a consumat în 1939, cu poezia „Tu n-ai murit”, în revista clujeană „Tribuna”, condusă de Ion Agârbiceanu. A colaborat la revista „Zarathustra” din Buzău (1940-1941). Împreună cu Mircea Bogdan, sub patronajul lui Gherghinescu Vania, la Brașov (în mai 1941), înființează revista Claviaturi cu subtitlul Caiet de poezie, în care semnează nume de prestigiu din literatura română. Între anii 1955-1962 a colaborat la Scrisul bănățean sub pseudonimul Marian Virgil, iar între anii 1968-1973 la Clopotul (Botoșani), semnând și cu pseudonimul Valeriu Leonte.  A debutat editorial cu volumul de versuri Mătănii pentru fata ardeleană, în 1941, Buzău. Membru al Uniunii Scriitorilor din România, membru în comitetul de conducere al Asociației Scriitorilor din Iași, a condus Cenaclul literar „Mihai Eminescu” din Botoșani (1968-1982). A decedat în 4 aprilie 1992, la Bistrița.

## Volume publicate

### Poezie
- Mătănii pentru fata ardeleană, în 1941, Buzău;

- Întoarcerea lângă pământ, Editura Tribuna, 1942;

- Întoarcerea lui Don Quijote, Editura Cartea Românească,1972;

- Vocile, Editura Junimea, 1975;

- Singurătate în Ithaca, Editura Junimea, 1978;

- Groapa cu lei, Editura Dacia, 1979;

- Un lungan c-un geamantan, versuri pentru copii, București, 1981;

- Autoportret în timp, Editura Junimea, 1983;

### Amintiri și studii
- Oameni pe care i-am iubit, Iași: Editura Junimea, 1977;

- Coșbuc. În căutarea universului liric, București: Editura Albatros, 1980;

- Pe urmele lui George Coșbuc, București: Editura Sport-Turism, 1986; ed. a 2-a, Cluj-Napoca: Eikon, 2006; Bistrița: Pergamon, 2007

- Viața lui George Coșbuc, 2 volume, Iași: Editura Timpul, 2001-2002.

- Jucătorul de cărți, versuri, Cluj-Napoca: Limes, 2004

- Alți oameni pe care i-am iubit. Bistrița: Pergamon, 2006;

- Opere, Florești-Cluj: Limes, 2013

## Lucrări publicate în volume colective și antologii
- Peisaj sucevean. Suceava: Editura: Casa Regionala a Creatiei Populare, 1967
- O mie și una de poezii românești. București: Du Style, 1997

- Antologia poeziei românești culte: de la Dosoftei până în 1993. București: Teora, 1998

- Poezia pădurii. Ed  ed. a 2-a, București: Orion, 2001)

- Altare. Botoșani: Geea, 2007.[9]

## Memoria
Începând cu 11 octombrie 2002, Școala Generală (clasele I-IV) din satul Valea Mare, comuna Șanț, județul Bistrița-Năsăud a devenit Școala Generală „Lucian Valea”.